# Julie Sweet

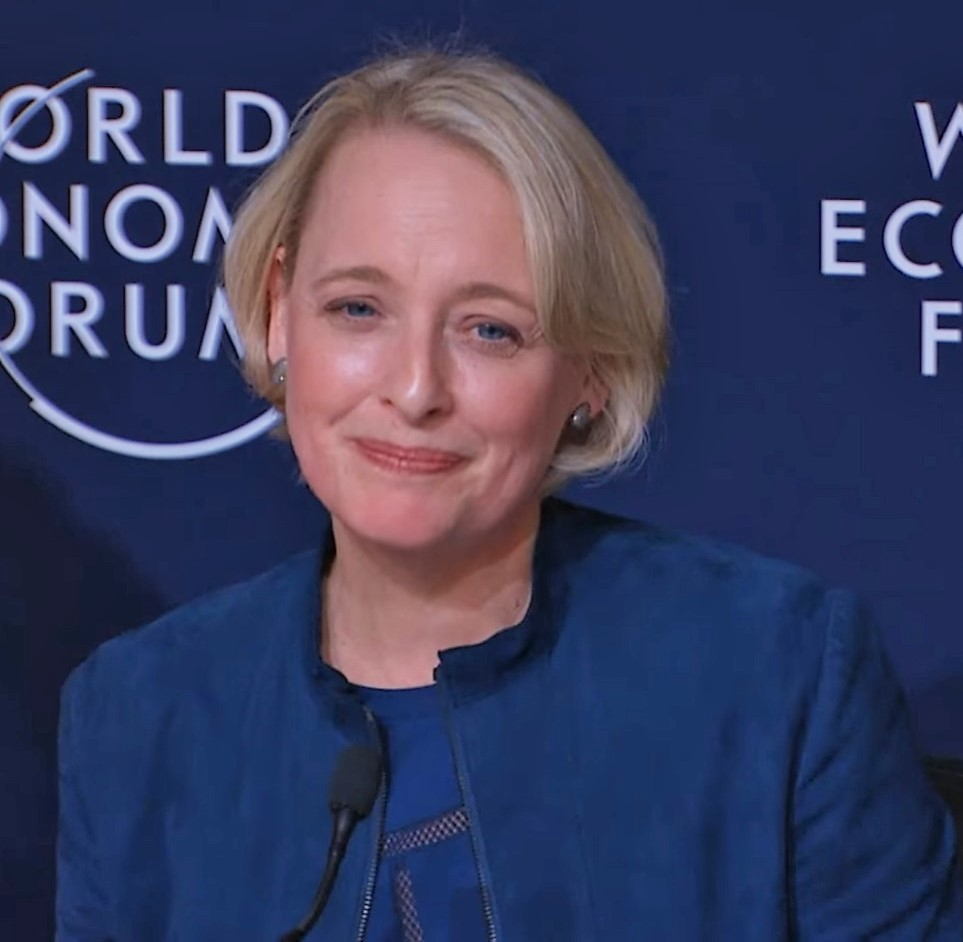
Julie Sweet

Julie Terese Sweet (geboren 1967), Geburtsname Julie Terese Spellman, ist eine amerikanische Juristin, Unternehmerin und Geschäftsfrau. Seit September 2019 ist sie Geschäftsführerin (CEO) des multinationalen Unternehmens Accenture, das zu den weltweit größten Managementberatungs-, Technologie- und Outsourcing-Dienstleistern gehört.

## Leben
Julie Sweet wuchs in Tustin in Kalifornien auf. Sie hat einen Bachelor-Abschluss vom Claremont McKenna College in Claremont, Kalifornien sowie einen Abschluss in Rechtswissenschaften der Columbia Law School. Nach dem Besuch der Columbia Law School begann sie ihre Tätigkeit bei der Anwaltskanzlei Cravath, Swaine & Moore in New York City. Sie war zehn Jahre lang Partnerin bei Cravath, bevor sie 2010 zu Accenture kam. Dort wurde sie General Council und CEO von Accenture North America und seit September 2019 leitet sie das Gesamtunternehmen als Chief Executive Officer. Sie wurde damit Nachfolgerin des Interim CEO und früheren Chief Financial Officers (CFO) des Unternehmens David Rowland, der die Unternehmensleitung nach dem gesundheitsbedingten Rücktritt von Pierre Nanterme übernahm, und ist die erste weibliche CEO des Unternehmens.
Sweet ist zudem Mitglied im World Economic Forum’s International Business Council und im Business Roundtable, dem Verwaltungsrat der NGO Catalyst, im TechNet Executive Council sowie im Vorstand des Canada-United States Council for Advancement of Women Entrepreneurs and Business Leaders.
Laut The New York Times ist sie „eine der mächtigsten Frauen in Amerika.“ Sie wurde seit 2016 mehrfach auf die „Most Powerful Women“-Liste von Fortune gesetzt und gehört auch laut Forbes zu den World’s 100 Most Powerful Women.
Julie Sweet ist seit dem 3. Oktober 2004 verheiratet mit Chad Sweet und hat zwei Kinder.

## Belege
1. 1 2  Michelle Koidin Jaffee: Julie Spellman and Chad Sweet. The New York Times, 10. Oktober 2004; abgerufen am 14. Dezember 2019.
2. 1 2  David Gelles: Julie Sweet of Accenture Could See Her Future. So She Quit Her Job. The New York Times, 2. Juli 2019; abgerufen am 14. Dezember 2019.
3. ↑  Katishi Maake: Accenture taps Arlington-based Julie Sweet as global chief executive. Washington Business Journal, 12. Juli 2019; abgerufen am 14. Dezember 2019.
4. ↑  David Gelles: Julie Sweet to Run Accenture, Adding a Woman to the Ranks of Corporate C.E.O.s. The New York Times, 11. Juli 2019; abgerufen am 14. Dezember 2019.
5. ↑  Allison Prang: Accenture Picks Julie Sweet als Chief Executive. The Wall Street Journal, 12. Juli 2019; abgerufen am 14. Dezember 2019.
6. 1 2  Julie Sweet named first female CEO of Accenture. The CEO Magazine, 12. Juli 2019; abgerufen am 14. Dezember 2019.
7. 1 2 3  Julie Sweet auf der Website des World Economic Forum, abgerufen am 14. Dezember 2019.